# SN 2002jk
SN 2002jk – supernowa odkryta 14 lutego 2002 roku w galaktyce A104414+1558. W momencie odkrycia miała maksymalną jasność 17,90m.